# Jurij Nyrkov
Jurij Aleksandrovič Nyrkov (in russo Юрий Александрович Нырков?; Vyšnij Voločëk, 29 giugno 1924 – Mosca, 20 dicembre 2005) è stato un calciatore sovietico dal 1991 russo, di ruolo difensore.

## Statistiche

### Cronologia presenze e reti in Nazionale
| Cronologia completa delle presenze e delle reti in nazionale ― [[Nazionale maschile di calcio dell' Unione Sovietica\| Unione Sovietica]] | Cronologia completa delle presenze e delle reti in nazionale ― [[Nazionale maschile di calcio dell' Unione Sovietica\| Unione Sovietica]] | Cronologia completa delle presenze e delle reti in nazionale ― [[Nazionale maschile di calcio dell' Unione Sovietica\| Unione Sovietica]]                                                      | Cronologia completa delle presenze e delle reti in nazionale ― [[Nazionale maschile di calcio dell' Unione Sovietica\| Unione Sovietica]] | Cronologia completa delle presenze e delle reti in nazionale ― [[Nazionale maschile di calcio dell' Unione Sovietica\| Unione Sovietica]]                                                      | Cronologia completa delle presenze e delle reti in nazionale ― [[Nazionale maschile di calcio dell' Unione Sovietica\| Unione Sovietica]] | Cronologia completa delle presenze e delle reti in nazionale ― [[Nazionale maschile di calcio dell' Unione Sovietica\| Unione Sovietica]] | Cronologia completa delle presenze e delle reti in nazionale ― [[Nazionale maschile di calcio dell' Unione Sovietica\| Unione Sovietica]] |
| Data | Città | In casa | Risultato | Ospiti | Competizione | Reti | Note |
| --- | --- | --- | --- | --- | --- | --- | --- |
| 15-7-1952 | Kotka | Bulgaria | 1 – 2 | [[File: Flag of the Soviet Union (1936 – 1955).svg\|class=noviewer\| Unione Sovietica (bandiera)\|border\|20x16px]] [[Nazionale maschile di calcio dell' Unione Sovietica\| Unione Sovietica]] | Olimpiadi 1952 | - | |
| 20-7-1952 | Tampere | [[Nazionale maschile di calcio dell' Unione Sovietica\| Unione Sovietica]] [[File: Flag of the Soviet Union (1936 – 1955).svg\|class=noviewer\| Unione Sovietica (bandiera)\|border\|20x16px]] | 5 – 5 | Jugoslavia | Olimpiadi 1952 | - | |
| 22-7-1952 | Tampere | [[Nazionale maschile di calcio dell' Unione Sovietica\| Unione Sovietica]] [[File: Flag of the Soviet Union (1936 – 1955).svg\|class=noviewer\| Unione Sovietica (bandiera)\|border\|20x16px]] | 1 – 3 | Jugoslavia | Olimpiadi 1952 | - | |
| Totale | | Presenze | 3 | | Reti | 0 | |